# Ulrich Ott (Bibliothekar)
Ulrich Ott (* 8. Oktober 1939 in Essingen) ist ein deutscher Philologe und Bibliothekar. Von 1985 bis 2004 leitete er das Deutsche Literaturarchiv Marbach und das Schiller-Nationalmuseum.

## Leben
Ott studierte Klassische Philologie, Philosophie und Germanistik an den Universitäten Tübingen, Wien und Berlin. Er wurde 1965 in Tübingen mit einer Arbeit über die Hirtengedichte des Theokrit promoviert. Danach war er als wissenschaftlicher Mitarbeiter tätig und wirkte unter anderem an der Erschließung des Nachlasses und an der Edition der Werke von Rudolf Borchardt mit. Von 1968 bis 1970 war er Wissenschaftlicher Assistent am Philologischen Seminar der Universität Tübingen. Von 1970 bis 1972 absolvierte Ott die Ausbildung für den höheren Bibliotheksdienst an der Universitätsbibliothek Tübingen und am Bibliothekar-Lehrinstitut in Köln. Danach arbeitete er zunächst an der Universitätsbibliothek der TU Hannover, wechselte 1976 an die Universitätsbibliothek Konstanz und übernahm 1980 die Leitung der Universitätsbibliothek Trier. 1985 wurde er als Nachfolger von Bernhard Zeller zum Direktor des Schiller-Nationalmuseums und des Deutschen Literaturarchivs berufen. In seine Amtszeit fielen zahlreiche Baumaßnahmen sowie die Einführung der elektronischen Datenverarbeitung. Außerdem konnten bedeutende Nachlässe und Manuskripte für das Literaturarchiv erworben werden, darunter 1988 die Handschrift von Kafkas Roman Der Process. 1997 wurde Ott der Professorentitel verliehen. Bis zu seiner Pensionierung im Oktober 2004 war er auch Geschäftsführer der Deutschen Schillergesellschaft.
2004 wurde er mit dem Bundesverdienstkreuz 1. Klasse ausgezeichnet. Von 1996 bis 2020 war er Vorstandsmitglied der ADAMAS-Stiftung Götz Hübner.

## Schriften
- Die Kunst des Gegensatzes in Theokrits Hirtengedichten (= Spudasmata, Bd. 22). Olms, Hildesheim 1969 (Dissertation Universität Tübingen).

- mit anderen (Hrsg.): Rudolf Borchardt: Gesammelte Werke in Einzelbänden, Stuttgart 1967–1990; Harry Graf Kessler: Das Tagebuch 1880–1937, Stuttgart 2004 ff.; Jahrbuch der Deutschen Schillergesellschaft 1988–2005.